# Équipe de Lituanie féminine de basket-ball
Cet article traite de l'équipe féminine. Pour l'équipe masculine, voir Équipe de Lituanie masculine de basket-ball.
Maillots
L’équipe de Lituanie féminine de basket-ball (Lituanien: Lietuvos nacionalinė moterų krepšinio rinktinė) est l'équipe nationale qui représente la Lituanie dans les compétitions internationales féminines de basket-ball. Elle est placée sous l’égide de la Fédération de Lituanie de basket-ball (LKF). L'équipe est affiliée à la FIBA depuis 1936. Son surnom est "The Second Religion", ce qui signifie « La deuxième religion ».
Durant les années sous domination soviétique, ces joueuses portaient les couleurs de l'Équipe d'URSS. L'équipe de Lituanie a remporter un tournoi majeur lors du Championnat d'Europe de 1997.

## Histoire

### Origine (1919-1940)
Le basket-ball a fait son apparition en Lituanie alors que ce sport avait déjà 30 ans. La version jouée à l'origine était la variante allemande (néerlandaise), et non la version nord-américaine inventée par James Naismith. Les paniers étaient fixés aux poteaux sans planches et le jeu se jouait sur un immense terrain. L'un des pionniers du sport lituanien, Steponas Garbačiauskas, a écrit : « En 1919, les athlètes féminines lituaniennes ont commencé à s'organiser, mais elles ne se sont manifestées publiquement qu'en 1920-1921 et ont commencé à jouer au basket-ball. Bien que les femmes aient commencé à jouer au basket-ball en Lituanie avant les hommes, le premier match officiel a été joué par des hommes le 23 avril 1922, lorsque Lietuvos Fizinio Lavinimo Sąjunga (anglais : Union lituanienne d'éducation physique) a joué un match contre Kaunas. LFLS a remporté le match avec un score de 8 à 6. Cette journée est considérée comme le début du basket-ball en Lituanie. Le premier match officiel de basket-ball féminin en Lituanie a eu lieu le 10 septembre 1922.
Le premier championnat d'Europe de basket-ball a été organisé en 1938. Elle s'est tenue à Rome, en Italie. L'équipe féminine lituanienne a concouru et est devenue vice-championne d'Europe. L'entraîneur-chef de l'équipe était Feliksas Kriaučiūnas, il avait déjà entraîner l'équipe masculine lituanienne de basket-ball.

### 2015
S'imposant d'un point 73 à 72 face à la Serbie au second tour, la Lituanie gagne sa qualification pour les quarts de finale. Battues en quart de finale, les Lituaniennes sont de nouveau vaincues par les Monténégrines malgré Kamilė Nacickaitė (en) (28 points à 4/5 à trois points, 6 rebonds, 3 passes décisives).

## Résultats

### Palmarès
| Compétitions mondiales                             | Compétitions continentales                               |
| -------------------------------------------------- | -------------------------------------------------------- |
| - Jeux olympiques - Néant - Coupe du monde - Néant | - EuroBasket (1) - Vainqueur en 1997 - Finaliste en 1938 |

### Parcours en compétitions internationales

#### Jeux olympiques
| Année | Position                      |      | Année         | Position |               | Année | Position |
| 1976  | Membre de l' Union soviétique | 1996 | Non qualifiée | 2016     | Non qualifiée |       |          |
| 1980  | Membre de l' Union soviétique | 2000 | Non qualifiée | 2020     | Non qualifiée |       |          |
| 1984  | Membre de l' Union soviétique | 2004 | Non qualifiée | 2024     | Non qualifiée |       |          |
| 1988  | Membre de l' Union soviétique | 2008 | Non qualifiée | 2028     | -             |       |          |
| 1992  | Membre de l' Union soviétique | 2012 | Non qualifiée | 2032     | -             |       |          |

#### Coupe du monde
| Année | Position                      |      | Année                         | Position |               | Année | Position |
| 1953  | Membre de l' Union soviétique | 1979 | Membre de l' Union soviétique | 2006     | 6e            |       |          |
| 1957  | Membre de l' Union soviétique | 1983 | Membre de l' Union soviétique | 2010     | Non qualifiée |       |          |
| 1959  | Membre de l' Union soviétique | 1986 | Membre de l' Union soviétique | 2014     | Non qualifiée |       |          |
| 1964  | Membre de l' Union soviétique | 1990 | Membre de l' Union soviétique | 2018     | Non qualifiée |       |          |
| 1967  | Membre de l' Union soviétique | 1994 | Non qualifiée                 | 2022     | Non qualifiée |       |          |
| 1971  | Membre de l' Union soviétique | 1998 | 6e                            | 2026     | -             |       |          |
| 1975  | Membre de l' Union soviétique | 2002 | 11e                           | 2030     | -             |       |          |

#### EuroBasket
| Année | Position                      |      | Année                         | Position |               | Année | Position |
| 1938  | Finaliste                     | 1976 | Membre de l' Union soviétique | 2003     | Non qualifiée |       |          |
| 1950  | Membre de l' Union soviétique | 1978 | Membre de l' Union soviétique | 2005     | 4e            |       |          |
| 1952  | Membre de l' Union soviétique | 1980 | Membre de l' Union soviétique | 2007     | 6e            |       |          |
| 1954  | Membre de l' Union soviétique | 1981 | Membre de l' Union soviétique | 2009     | 11e           |       |          |
| 1956  | Membre de l' Union soviétique | 1983 | Membre de l' Union soviétique | 2011     | 7e            |       |          |
| 1958  | Membre de l' Union soviétique | 1985 | Membre de l' Union soviétique | 2013     | 14e           |       |          |
| 1960  | Membre de l' Union soviétique | 1987 | Membre de l' Union soviétique | 2015     | 8e            |       |          |
| 1962  | Membre de l' Union soviétique | 1989 | Membre de l' Union soviétique | 2017     | Non qualifiée |       |          |
| 1964  | Membre de l' Union soviétique | 1991 | Membre de l' Union soviétique | 2019     | Non qualifiée |       |          |
| 1966  | Membre de l' Union soviétique | 1993 | Non qualifiée                 | 2021     | Non qualifiée |       |          |
| 1968  | Membre de l' Union soviétique | 1995 | 5e                            | 2023     | Non qualifiée |       |          |
| 1970  | Membre de l' Union soviétique | 1997 | Vainqueur                     | 2025     | 8e            |       |          |
| 1972  | Membre de l' Union soviétique | 1999 | 5e                            | 2027     | -             |       |          |
| 1974  | Membre de l' Union soviétique | 2001 | 4e                            | 2029     | -             |       |          |